# Phtalate

Formule topologique d’un phtalate.

Les phtalates sont un groupe de produits chimiques dérivés (sels ou esters) de l’acide phtalique. Ils sont donc composés d'un noyau benzénique et de deux groupements ester placés en ortho et dont la taille de la chaîne alkyle peut varier.
Les phtalates sont couramment utilisés comme plastifiants des matières plastiques (en particulier du polychlorure de vinyle (PVC), pour former par exemple des plastisols) pour les rendre souples.
Produits à quelque trois millions de tonnes par an dans le monde, les phtalates sont présents partout à des niveaux différents dans notre environnement quotidien : cosmétiques et produits de soin , peintures, vêtements, jouets, matériaux de construction, intérieurs de véhicules, articles d'ameublement, produits pharmaceutiques, suppléments nutritionnels, dispositifs médicaux,, etc. Certains d'entre eux possèdent un effet perturbateur endocrinien et sont toxiques pour l'appareil reproducteur mâle chez le rongeur. Plusieurs phtalates ont été classés dans la catégorie des substances présumées toxiques pour la reproduction humaine (CMR catégorie 1B) par l'Agence européenne des produits chimiques (ECHA). Des mesures ont été prises au niveau français et européen qui limitent, voire interdisent, l'utilisation de certains phtalates préoccupants dans les cosmétiques, les jouets et articles pouvant être portés à la bouche par des enfants, les dispositifs médicaux et les matériaux de contact alimentaire.

## Structure et propriétés
Ce sont des liquides visqueux, transparents, incolores, avec peu ou sans odeur et très peu volatils. Leur point d'éclair varie en sens inverse avec leur volatilité. Hydrophobes dans les conditions normales, ils auront donc une affinité particulière pour les graisses ou les alcools lourds. Dans l’environnement, les phtalates sont biodégradables mais peuvent persister plus longtemps dans certains milieux comme le milieu aquatique où ils vont se mélanger aux sédiments, ce qui rendra plus difficile leur dégradation en milieu aérobie.
| Phtalate de      | Sigle     | Formule brute                  | Numéro CAS | Exemples d’utilisation |
| ---------------- | --------- | ------------------------------ | ---------- | --- |
| di-2-éthylhexyle | DEHP, DOP | C6H4[COOCH2CH(C2H5)(CH2)3CH3]2 | 117-81-7   | Le plus utilisé(sauf dans l'UE où il est interdit). Fragrances, rideaux de douche, contenants pour la nourriture, sacs de sang, cathéters, etc. |
| di-isononyle     | DINP      | C6H4[COO(CH2)6CH(CH3)2]2       | 28553-12-0 | Jouets pour enfants, revêtements à plancher, gants, emballages alimentaires                                                                     |
| di-isodécyle     | DIDP      | C6H4[COO(CH2)7CH(CH3)2]2       | 26761-40-0 | Applications médicales, sacs de sang, tubulures                                                                                                 |
| benzylbutyle     | BBP       | CH3(CH2)3OOCC6H4COOCH2C6H5     | 85-68-7    | Fragrances, adhésifs et colles, produits pour l’automobile, revêtements                                                                         |
| dibutyle         | DBP       | C6H4[COO(CH2)3CH3]2            | 84-74-2    | Fragrances, déodorants, fixatifs pour cheveux, vernis à ongles, insecticides                                                                    |
| diéthyle         | DEP       | C6H4(COOC2H5)2                 | 84-66-2    | Fragrances, déodorants, produits cosmétiques pour les cheveux et le corps, savons                                                               |
| di-cyclohexyle   | DCHP, DCP | C6H4[COOC6H11]2                | 84-61-7    | Laboratoires de recherche |
| di-n-octyle      | DNOP      | CH3(CH2)7OOCC6H4COO(CH2)7CH3   | 117-84-0   | Produits flexibles à base de plastique |
| diméthyle        | DMP       | C6H4(COOCH3)2                  | 131-11-3   | Déodorants |

## Applications industrielles, produits de consommation
Utilisés depuis plus de cinquante ans (1960)[Quand ?], on en produit plus de trois millions de tonnes par an aujourd'hui[Quand ?].
Ce sont des plastifiants utilisés couramment et dans de nombreux produits en plastiques, caoutchoucs et d’autres matériaux. Souvent ils rendent les matières plus souples, élastiques ou flexibles, plus résistantes aux chocs et au froid, à l'allongement et à la rupture ou facilitent leur mise en œuvre (par exemple en abaissant la température de transformation).

Les cosmétiques sont le deuxième domaine d'application des phtalates (agents fixateurs augmentant le pouvoir de pénétration d’un produit sur la peau ou empêchant un vernis de craquer, supports de colorants, agents texturants, vecteurs ou solvants dans les parfums, les shampoings et gels douche…),.
Presque tous les produits en polychlorure de vinyle (PVC) en contiennent (ils les rendent moins cassants, semi-rigides ou souples). Ce plastique peut être reconnu grâce à son numéro 3. 90 % de la production de phtalates est destinée aux PVC, dont ils peuvent représenter plus de 50 % en poids pour les articles souples comme les nappes ou les rideaux de douche. On les trouve dans des milliers de produits courants en PVC : couches, chaussures et bottes, textiles imperméables, cuirs synthétiques, jouets, consoles de jeux, encres d’imprimerie, détergents. Ils sont présents dans des matériaux de construction, d’ameublement et de décoration, incorporés dans les revêtements en vinyle.. Ils renforcent l’effet des adhésifs et les pigments de peinture. Des amalgames dentaires en contiennent et certains médicaments (essentiellement quand une résorption particulière s’impose, par exemple pour fabriquer des capsules gastro-résistantes).
Divers jouets sexuels en contiennent aussi,.
Le matériel hospitalier, notamment les poches de perfusion, sont aussi des sources de contamination ; l'ANSM a trouvé (lors de contrôles) divers dispositifs médicaux en polychlorure de vinyle (PVC) garantis sans DEHP (perturbateur endocrinien très préoccupant) mais contenant des quantités significatives de résidus de phtalates, y compris dans des matériels aussi étiquetés « sans phtalates ». L'ANSM a demandé en 2016 des mesures correctives aux industriels et a publié un avis aux fabricants, rappelant leurs obligations d'étiquetage concernant la présence de phtalates classés carcinogènes, mutagènes ou toxiques pour la reproduction de catégorie 1A ou 1B selon le règlement CE no 1272/2008 dans certains dispositifs médicaux.
Toutefois, leur utilisation dans les jouets et emballages alimentaires est très réduite en Europe à la suite de la réglementation en vigueur. L'Italie fut l'un des derniers pays européens à bannir les phtalates comme plastifiants dans les films étirables alimentaires ; leur absence reste aujourd'hui un argument : « No ftalato ». Le risque d'en trouver dans des articles venus d'ailleurs (Asie en particulier) est élevé, car les phtalates ont des performances inégalées pour un prix raisonnable.
Apparaît alors une contradiction : L'Europe L'UE pousse (via sa réglementation) à réduire l'usage de ces agents chimiques, mais ne semble pas disposer d'un système de contrôle suffisant pour garantir le respect des réglementations et des personnes.
Cette omniprésence des phtalates a suscité l'inquiétude des organismes de santé publique, qui étudient depuis plus de vingt ans[Quand ?] leur toxicité et les effets possibles des phtalates sur l’être humain et son environnement,.

## Modes d'exposition
La libération des phtalates dans l’environnement est permise par une migration au sein de la matrice (due à une incompatibilité avec celle-ci) suivie d’une exsudation, et d'une volatilité (plutôt faible mais significative, et qui varie en sens inverse avec la masse molaire). En toxicologie, quatre types d’exposition étaient considérées : inhalation, ingestion, intraveineuse ou contact cutané. Mais une étude publiée en 2015 a expérimentalement confirmé que chez l'enfant, l'absorption des phtalates par la peau (directement à partir de l'air) est une voie d’exposition/contamination aussi importante que l’inhalation (même si l’enfant ne touche pas les objets qui émettent ces phtalates volatils). L'inhalation de phtalate n’était pas jugée prépondérante car ces composés sont très peu volatils, il faut tout de même considérer le risque dû aux aérosols dans les cosmétiques (parfums, déodorants) et aux colles et le risque de passage transcutané direct (à partir de l'air pollué) chez les jeunes enfants.
L’exposition via l’ingestion de phtalates est jugée plus critique : dans les pays où les phtalates sont encore admis dans les plastiques au contact des aliments, les phtalates migrent vers les aliments riches en graisses (fromages, viandes, plats en sauce, etc.). La valeur moyenne ingérée est alors de 0,25 mg/jour. Malgré cela, selon des chercheurs de l'Institut national de santé publique du Québec (INSPQ) « seuls » 12 % des gens dépasseraient la dose tolérée pour le DEHP selon la Communauté européenne (soit 0,037 mg/kg de poids corporel/jour). Le risque est exacerbé chez le jeune enfant qui tend à porter à la bouche les objets (dont jouets en plastique) et car les phtalates peuvent migrer dans la salive et aussi au travers de la peau.
La libération de phtalates par la voie intraveineuse est une autre source d’exposition non négligeable. En marge de ces expositions plutôt courantes, il peut aussi se produire des problèmes lors d’une longue hospitalisation pour laquelle l’organisme est exposé aux phtalates à travers les appareils médicaux comme les poches de sang ou les sondes intraveineuses. La quantité à laquelle le patient est exposé est faible mais l’exposition est directe puisque les composés passent directement dans le sang. Cela devient encore plus critique lorsqu’il s’agit d’un bébé ou d’une femme enceinte car les effets sur la fertilité, la croissance et le développement infantile sont rapportés dans différentes études.
Enfin des produits cosmétiques en contenant sont aussi source d’exposition car le contact cutané direct permet la migration dans le corps humain.
Des phtalates sont aussi transmis (avec d'autres polluants organiques persistants) par le lait maternel.
Lorsque toutes ces expositions sont combinées, il peut y avoir des risques mais les quantités présentes dans l’environnement ne sont pas assez importantes pour être dangereuses outre mesure. De plus, il ne se produit en général pas de bioamplification en remontant dans la chaîne alimentaire, ce qui veut dire que la contamination à laquelle un animal a pu être exposé ne se transmettra pas à celui qui va le manger si le temps est assez long pour permettre aux phtalates de se dégrader.
Cependant, une analyse de l'air respiré en cabine de l'aviation civile sur trois vols commerciaux, réalisée en 2015 par Analytika, y a révélé la présence de nombreux contaminants chimiques organiques toxiques dont des phtalates : « malgré la durée réduite de chaque opération de prélèvement, les trois échantillons d'air atmosphérique représentatifs de ces trois courts trajets aériens s'avèrent pollués par un nombre très important de contaminants organiques toxiques ». Les résultats des analyses « semblent tout à fait préoccupants pour de l'air supposé « respirable ». En particulier, l'existence de l'important « bruit de fond » observé, constitué d'une multitude d'hydrocarbures aliphatiques et de plusieurs phthalates (perturbateurs endocriniens), témoignant d'une accumulation de vapeurs de lubrifiants et produits pétroliers divers (hors fluide synthétique MOBIL Jet Oil II) dans l'air de la cabine ». L'article d'Analytika indique par ailleurs que « bien que ces accidents soient répertoriés depuis plusieurs années, et que les preuves scientifiques de leur toxicité s'accumulent, la contamination du bleed air demeure ignorée des autorités officielles et des compagnies exploitantes ».

## Toxicité, risques pour la santé humaine et l'environnement
La toxicité du phtalate, comme celle du bisphénol A, dépend principalement de sa capacité à migrer du plastique au corps humain. Autrement dit, tout plastique est toxique du fait qu'il contient des phtalates (cf. article PET). Le risque, qui porte de façon plus certaine sur la reproduction humaine, varie selon la masse corporelle, l'âge (surtout pour les fonctions de reproduction), la durée d'exposition, la nature du plastique, l'altération subie par le matériau, le sexe et, bien sûr, la nature du phtalate. Enfin tout risque s'apprécie en regard d'un bénéfice, par exemple dans le cas des poches de sang[réf. souhaitée].
- Les effets secondaires provoqués par les phtalates en concentrations relativement élevées chez les animaux en laboratoire sont : la baisse de la fertilité, l'atrophie testiculaire, la réduction du poids du fœtus, la mortalité fœtale, et des malformations. Certains phtalates possèdent également un effet perturbateur endocrinien et peuvent provoquer des anomalies du développement sexuel chez le jeune rat mâle exposé in utero. De plus, il a été enregistré des effets sur le foie, les reins et le système reproducteur mâle. Les effets varient d’un phtalate à l'autre[1]. La dose journalière tolérable pour les rats se situe entre 50 et 600 mg/kg par jour, la dose la plus basse à laquelle aucun effet toxique n'est observé (NOAEL) chez l’animal est de 50 mg/kg par jour[22].

La toxicité des phtalates les plus employés, tel le DEHP, est assez bien connue. Il reste cependant quelques suspicions à propos des effets cancérigènes de ces phtalates. Bien que des effets aient été prouvés sur des rongeurs (tumeurs hépatiques), les mécanismes biologiques n’étant pas rigoureusement identiques, il n’est pas possible d’affirmer que les phtalates soient cancérigènes pour l’homme.
- Les effets toxiques des phtalates dépendent de leur type et de leur concentration. Lorsque toutes ces expositions sont combinées, l'exposition individuelle est nettement plus élevée qu'on ne le pensait. Chez les enfants, on considère qu'ils sont plus exposés parce qu’ils absorbent une plus grande quantité d’aliments que les adultes par rapport à leur poids corporel et parce qu'ils portent des objets en plastique à la bouche. Par exemple, les études d’exposition interne des huit phtalates (DMP, DEP, DBP, DnBP, BBzP, DEHP, DINP et DIDP) en μg/kg de poids corporel par jour, ont donné les doses journalières suivantes[23] :

| Personne | Âge (ans) | Poids (kg) | Dose journalière (μg/kg de poids corporel/jour) |
| -------- | --------- | ---------- | ----------------------------------------------- |
| enfants  | 0-1       | 5,5        | 55-380                                          |
| enfants  | 1-3       | 13         | 20-183                                          |
| enfants  | 4-10      | 27         | 5-54                                            |
| femmes   | 18-80     | 60         | 8-124                                           |
| hommes   | 18-80     | 70         | 8-92                                            |

- Les phtalates sont devenus des polluants organiques semi-volatils très répandus dans l’environnement des zones urbaines et dans les habitations, habitacles de véhicules... Ils sont bioaccumulables et sont principalement limités par la biodégradation. Dans l’environnement cette biodégradation se fait par des microorganismes aérobies ou anaérobies. Les phtalates de faible masse molaire, plus légers, sont plus facilement biodégradés. Il faut également tenir compte de la teneur des organismes en lipides qui majore la concentration de ces composés hydrophobes. Niveaux de présence du DEHP dans l'atmosphère : 0,3–77 ng/m3 ; eaux de surface : 0,3–98 μg/L ; sédiments : 0,2–8,4 mg/kg par PS[24],[25].

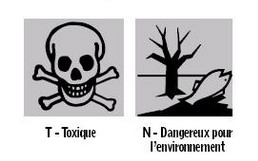
Symboles de toxicité des phtalates.

L’étiquetage de ces composés nécessite la mention « Toxique » et certains portent aussi la mention « Dangereux pour l’environnement », notamment pour les organismes aquatiques, car si les phtalates sont hydrophobes, ils ont une affinité avec les lipides (des tissus gras des poissons et des mammifères marins notamment).
De même, une exposition prolongée entraîne chez les végétaux une bioaccumulation de phtalates dont la biodégradation n’est pas suffisamment rapide (voir référence sur le Bok Choy). Leur dégradation dans notre organisme n'est que de quelques jours, mais ils sont rapidement remplacés et il n’est cependant pas exclu que les monoesters résultant de la dégradation des phtalates soient aussi en partie responsables de leur toxicité.
Il convient donc d’identifier quels sont les organismes les plus exposés aux risques de contamination, ce qui revient à identifier les modes d’exposition les plus importants.
Aux États-Unis, le nombre de morts provoqué chaque année par les phtalates présents dans les matières plastiques s’élèverait à environ 100 000.

## Analyse
Une des difficultés du dosage et de la détermination des phtalates vient du fait que ces groupes de composés sont fréquemment présents en tant que plastifiants dans l’équipement analytique, dans les solvants et l’air contenu dans les laboratoires (de ce fait, soustraire un « blanc » aux résultats obtenus pour l’échantillon).
La méthode d’analyse la plus sensible et la plus sélective pour le dosage des phtalates dans les différents milieux est la chromatographie en phase gazeuse ou chromatographie en phase liquide couplée à un spectromètre de masse (GC/MS, LC/MS).
La préparation de l’échantillon dépend du type de phtalate et de la matrice. Dans le cas où les phtalates sont des micropolluants ou sont présentés à l’état de traces (ng/L à mg/L), une étape de pré-concentration est nécessaire. Les méthodes d’extraction utilisées sont : l'extraction liquide-liquide, l'extraction sur phase solide (SPE) et la micro extraction sur phase solide (SPME). L’extraction sur phase solide est fondée sur la distribution des composés entre une phase solide (adsorbant) et une phase liquide (échantillon). La sélection d’un adsorbant conduisant à une forte rétention est primordiale, car il sera possible de diminuer le grand volume de l’échantillon. Les phases solides les plus souvent utilisées pour les phtalates sont : polydiméthylsiloxane (PDMS), polydiméthylsiloxane/divinylbenzène (PDMS/DVB), divinylbenzène/carboxen/polydiméthylsiloxane (DVB/CAR/PDMS). La première étape de la procédure est le conditionnement de l’adsorbant contenu dans la cartouche d’extraction. Cette étape permet de mouiller le support en solvatant les groupements fonctionnels présents à sa surface. Lors de la seconde étape, on procède à la percolation de l’échantillon sur le support. Les molécules cibles, qui ont une forte affinité avec l’adsorbant, sont fixées sur le support. L’étape suivante, le lavage, est effectuée de manière à éliminer les composés interférents faiblement retenus par le support. Le solvant doit avoir une faible force éluante de façon à éluer les interférents tout en gardant fixés les composés d’intérêts. Enfin, on procède à l’élution des composés ciblés par un solvant qui rompt les interactions mises en jeu entre les analytes d’intérêt et le support solide.
Le traitement préalable de l’échantillon pour dosage de phtalates dans les produits de consommation en PVC consiste à couper l’échantillon, extraction par dichlorométhane et méthanol, puis pré-concentration par évaporation. Finalement, la détermination s’effectue par chromatographie gazeuse en présence d’un étalon interne. La limite de détection varie en fonction du type de phtalate de 3,5 à 350 μg/g et la limite de dosage de 0,001 à 10[pas clair] μg/g,.

## Normes et réglementation
Plusieurs normes ont été adoptées dans le monde pour limiter voire interdire l’utilisation des phtalates dans les produits à risques.
L’utilisation de certains phtalates dans les articles de puériculture ou les jouets destinés aux enfants de moins de trois ans a notamment été interdite depuis quelques années et est fréquemment révisée,.
Concernant les produits cosmétiques, la réglementation varie, l’Union européenne interdit l’utilisation DEHP dont le potentiel toxique est le plus élevé, alors que le Canada demande que tous les produits cosmétiques soient étiquetés pour informer le consommateur sur la présence de phtalates ou non.
Pour les autres matières plastiques, aucune réglementation n’est appliquée car les doses auxquelles nous sommes exposés ne sont pas considérées comme dangereuses. Il reste cependant à faire l’effort de trouver des substituts non toxiques, surtout pour la fabrication de matériel médical.
Les phtalates les plus répandus (DEHP, DBP, DINP, DIDP et BBP) font toujours l’objet d’études par divers organismes internationaux (Food and Drug Administration, Bureau européen des substances chimiques et Institut National de Santé Publique au Québec) afin de clarifier certaines questions en suspens quant à la toxicité et aux normes à appliquer vis-à-vis des phtalates.

## Remplacement
Dans le cadre de la substitution des phtalates, le plus important est la substitution des phtalates utilisés dans la production des jouets et produits pour enfants et dans la fabrication de matériel médical. Les produits de substitution doivent avoir les mêmes propriétés de résistance et de flexibilité que les phtalates, notamment pour le secteur médical. De toute façon, il sera auparavant essentiel de faire la démonstration de l’innocuité et de l’efficacité de ces produits de remplacement.
Certains plastiques ont des propriétés de rigidité et de résistance sans qu'il ne soit nécessaire d'y ajouter un phtalate ou du bisphénol A mais ils ne conviennent, à cause de ces propriétés, qu'à certains usages. Ce sont le HDPE (polyéthylène haute densité), le LDPE (polyéthylène basse densité) et le PP (polypropylène). Normalement, l'emballage composé d'un de ces plastiques, et donc parfaitement non toxique, doit mentionner, outre le sigle, le code d'identification des résines, respectivement 2, 4 et 5.
Les industriels cherchent les moyens de remplacer le DEHP par d’autres phtalates de plus haut poids moléculaire. D’autres plastifiants sont envisagés pour être utilisés dans le PVC, notamment l’adipate de di-2-éthylhexylène (emballages en contact avec des aliments), les phosphates d’alkyle-aryle (ignifugeants dans les câbles), les trimellitates de trialkyle (câbles fonctionnant à chaud), des polyesters polymérisés (pour leur durabilité élevée).
La première version (en date de novembre 2008) de la liste de la réglementation européenne Reach recense quinze substances chimiques, dont trois phtalates bien connus pour leur nocivité : DEHP, DBP, BBP.